# Militær straffelov
 Denne artikel omhandler overvejende eller alene danske forhold. Hjælp gerne med at gøre artiklen mere almen.
Den militære straffelov supplerer straffeloven med regler, som understøtter militærets disciplin og kommando-forhold. En ny militær straffelov trådte i kraft 1. januar 2006 efter et større kommissionsarbejde. Ved denne ændring mistede militære chefer adgangen til at tildele (mindre) straffe, de kan nu kun tildele et disciplinarmiddel – militære straffe tilkendes nu alene af auditører og domstole.
De særlige militære krav og forbrydelser omfatter bl.a.:
- Lydighedspligt (§ 11).
- Mytteri (§ 12).
- Respektstridig optræden (§§ 13-14).
- Vagtforseelser (§ 24).
- Desertering (§ 25).
- Pligtforsømmelse i øvrigt (§ 27).

Pligtforsømmelsen kaldes også gummiparagraffen, idet den ikke bestemmer, hvilke pligter man kan forsømme sig imod.